# 鸡胸
參數所指定的目標頁面不存在，建議更正成存在頁面或直接建立下列一個頁面（建立前請先搜尋是否有合適的存在頁面可以取代）：
- 雞胸肉

鸡胸或鸡胸症，是一種胸骨向前（外）不正常隆起的胸廓畸形症狀。病因因人而异。与之相对的胸骨向內凹陷畸形為漏斗胸。
此症既可能在出生或青春期時出現，也可能因後天外力因素而產生。外觀與症狀可能對患者可能產生嚴重的心理負擔，使其盡可能避免進行一切有可能暴露出自己身體畸形的活動。很多患有鸡胸症的小孩长大後症狀會漸漸减轻。治疗鸡胸症的一个方法是带上胸箍（chest-wall brace），或是進行手术。成人可以透过健身的方式来隐藏他们的状况。

## 征兆、症状和影響
胸骨向前（外）隆起為本病決定特徵。胸骨向前（外）隆起既可能是對稱分布，也可能是非對稱分布或單邊胸骨隆起突出。患者會伴隨前胸或後背疼痛，痛覺通常源於骨骼肌系統。
在較溫和的病例中，心血管呼吸功能不會受到影響，但可能伴心臟異位、旋轉。嚴重病例中，右心房受到壓迫，誘發二尖瓣脫垂（即在心臟中單向擺動、控制血流的二尖瓣葉在心室收縮期脫入左心房），以及肺功能因為肺容量減少或壓迫而受到限制。
疾病常伴尷尬感、羞恥感、社交焦慮在內的心理壓力，導致患者與外人的活動和交流減少，情緒負面化、極端化，失望情緒濃重，以致於產生抑鬱症。

### 病人敘述
雞胸症常引發痠痛或刺痛，嚴重可能會有撕裂感，有時痛感會在胸腔四處轉移，疼痛時可能會因緊張引發換過度換氣或是冒汗（盜汗或是冷汗）。胸骨部位會感到呼吸不順或是胸悶痛，然後引發缺氧、頭暈等症狀。

#### 舒緩方法
可透過適當的腹式呼吸、胸式呼吸來舒緩壓力與不舒服感，或是透過適當的運動加強心肺功能。